# Idiodes saxaria
Idiodes saxaria är en fjärilsart som beskrevs av Achille Guenée 1858. Idiodes saxaria ingår i släktet Idiodes och familjen mätare. Inga underarter finns listade i Catalogue of Life.